# Guillaume Bouchède
 (janvier 2017).
Si vous disposez d'ouvrages ou d'articles de référence ou si vous connaissez des sites web de qualité traitant du thème abordé ici, merci de compléter l'article en donnant les références utiles à sa vérifiabilité et en les liant à la section « Notes et références ».
Guillaume Bouchède est un acteur et un metteur en scène français . Il a co-dirigé la Comédie des 3 bornes et assure par ailleurs la direction de l'École de  Comédie Musicale de Paris (ECM) entre 2009 et 2015.
En 2019, il incarne l’un des deux papas de la famille Fayol-Mercier dans la série humoristique Parents mode d'emploi. C’est une première dans un programme familial en access prime-time.

## Théâtre

### En tant qu'acteur
- Mission Florimont de Sacha Danino et Sébastien Azzopardi, mise en scène Sébastien Azzopardi
- Amour et Chipolatas de Jean-Luc Lemoine, mise en scène de Xavier Letourneur
- Vive Bouchon de Jean Dell et Gérald Sibleyras, mise en scène de Jean-Luc Moreau
- Adieu Berthe ! de Francis Blanche et Albert Husson, mise en scène de Jean-Philippe Weiss
- Soixante Degrés de Jean Franco et Jérôme Paza, mise en scène de Guillaume Mélanie et Méliane Marcaggi
- La Rioule de Jean-Marie Piemme, mise en scène de Guy Touraille et Anne-Marie Jan
- 2005 : Le Vison voyageur de Ray Cooney et John Chapman, mise en scène Éric Hénon, théâtre Daunou
- 2005 : Comment devenir une mère juive en 10 leçons de Paul Fuks et Dan Greenburg, mise en scène Jean-Paul Bazziconi, théâtre Daunou
- 2016 : Pour cent briques, t'as plus rien maintenant ! de Didier Kaminka, mise en scène Arthur Jugnot, théâtre des Béliers parisiens
- 2016 : Les Fiancés de Loches, comédie musicale d'après Georges Feydeau, mise en scène Hervé Devolder, théâtre de la Michodière
- 2019 : Addition de Clément Michel, mise en scène de David Roussel, théâtre des Béliers (Avignon OFF)
- 2023 : Berlin-Berlin de Patrick Haudecœur et Gérald Sibleyras, mise en scène José Paul, théâtre Fontaine
- 2024 : Je m'appelle Asher Lev de Aaron Posner, pièce tirée du roman de Chaïm Potok, adaptée en français par Hannah-Jazz Mertens, au théâtre des béliers parisiens
- 2025 : Les Marchands d’étoiles de Anthony Michineau, mise en scène Julien Alluguette

### En tant que metteur en scène
- Un rêve pour Charlemagne, spectacle musical de Jakob Vinje et Eric Dalla Zanna[Où ?]
- George et Margaret de Marc-Gilbert Sauvajon[Où ?]
- Folle Amanda de Barillet et Gredy, co-mise en scène avec Sébastien Castro[Où ?]
- Un fil à la patte de Georges Feydeau, co-mise en scène avec Florence Savignat[Où ?]
- Raiponce et le Prince aventurier, comédie musicale de Julien Salvia, Ludovic-Alexandre Vidal et Anthony Michineau, Espace Cardin
- 2019 : Norma Jeane Monroe d’Anthony Michineau, tournée
- 2020 : Pinocchio, le conte musical d'Ely Grimaldi et Igor de Chaillé, musique Sandra Gaugué, théâtre de Paris, théâtre de la Renaissance et tournée
- 2023 : Denver, le dernier dinosaure d'Arthur Jugnot et Guillaume Bouchède, musique Romain Trouillet, mise en scène des auteurs, théâtre de la Renaissance

## Filmographie

### Cinéma
- 2008 : Coluche : L'Histoire d'un mec d'Antoine de Caunes : le candidat travesti
- 2012 : Comme des frères, d'Hugo Gélin : le chanteur au karaoké
- 2014 : Au sol, court-métrage d'Alexis Michalik
- 2016 : Demain tout commence, d'Hugo Gélin : le steward
- 2017 : Revenge, de Coralie Fargeat : Dimitri
- 2017 : Knock, de Lorraine Lévy : le cuisinier
- 2018 : Un beau voyou de Lucas Bernard : le policier
- 2018 : Les Tuche 3, d'Olivier Baroux : le conducteur du TGV
- 2019 : Edmond d'Alexis Michalik : le comédien sceptique
- 2019 : Mon inconnue d'Hugo Gélin : le fan inconditionnel d'Olivia
- 2020 : Belle Fille de Méliane Marcaggi : Rodolphe
- 2021 : Les Tuche 4, d'Olivier Baroux : le propriétaire de l'usine de jouets
- 2022 : Maison de retraite de Thomas Gilou : Bertrand
- 2022 : Les Vieux Fourneaux 2 : Bons pour l'asile de Christophe Duthuron
- 2023 : Chasse gardée de Frédéric Forestier : Boris
- 2024 : Paradis Paris de Marjane Satrapi : le psychiatre
- 2024 : Fêlés de Christophe Duthuron : le gendarme

### Télévision
- 2009 : Les Ripoux anonymes, épisode Une paire d'as : Maurice
- 2009 : Une famille formidable, épisode Le Grand Virage : Virgile Sagnac
- 2010 : Caméra Café 2 : Nounours
- 2010 : Les Bougon de Sam Karmann, épisode  Justice pour tous  : Sébastien
- 2011 : Le Grand Restaurant 2 de Gérard Pullicino : un client travesti
- 2012 : Ce monde est fou de Badreddine Mokrani : Vincent
- 2015 : Les Heures souterraines de Philippe Harel : Bernard
- 2017 : Je voulais juste rentrer chez moi d'Yves Rénier : Christophe Gentillon
- 2017 : Mystère au Louvre de Léa Fazer : Paul Verlaine
- 2019 : Parents mode d'emploi : Dominique Mercier
- 2019 : Les Petits Meurtres d'Agatha Christie, épisode Rendez-vous avec la mort : Philippe Berg
- 2021 : Il est elle de Clément Michel : le psy
- 2023 : Le Secret de la grotte de Christelle Raynal : Vincent Ferret
- 2023 : Alphonse de Nicolas Bedos : le fils d'Eve

## Doublage
Note : Les dates en italique correspondent aux sorties initiales des films dont Emmanuel Garijo a assuré le redoublage ou le doublage tardif.

### Cinéma

#### Films
- Jonah Hill dans :
  - La Nuit au musée 2 (2009) : Brandon
  - Funny People (2009) : Leo
  - The Invention of Lying (2009) : Frank
  - American Trip (2010) : Aaron Green

- 2008 : Zack et Miri font un porno : le client ivre (Tyler Labine)

#### Films d'animation
- 2017 : Le Grand Méchant Renard et autres contes... : le chien
- 2023 : Sacrées Momies : Danny / Dennis

### Télévision

#### Séries télévisées
- 1983-1987 : Fraggle Rock : voix additionnelles[3]
- 2021 : Clarice : Shaan Tripathi (Kal Penn)
- depuis 2022 : Fraggle Rock : L'aventure continue : Junior Gorg (Dan Garza) (voix)

## Distinctions

### Récompenses
- Molières 2024 : Molière du comédien dans un second rôle pour Je m’appelle Asher Lev
- Molières 2025 :  Molière du comédien dans un spectacle de théâtre privé pour Les Marchands d’étoiles